# Blumenau Esporte Clube (2003)
O Blumenau Esporte Clube, ou BEC, é um clube de futebol sediado em Blumenau, Santa Catarina.
Fundado em 1 de novembro de 2003 com o nome de Sport Clube Madureira, mudou em 2006 sua razão social com o objetivo de resgatar o futebol do Blumenau Esporte Clube, grande expoente do futebol da cidade, mas que, por questões judiciais, não pôde utilizar-se do nome do clube, assim o fazendo de forma semelhante, com a alcunha de Blumenau Sport Club Madureira. 
As cores oficiais do time originalmente eram amarelo e preto, e após a reformulação passaram a seguir as cores tradicionais do BEC, que são o verde, grená e branco, simbolizando a união das duas equipes clássicas, o Palmeiras e o Olímpico. O clube fechou suas portas em 2007 por falta de recursos.
Em 2013, voltou ao cenário futebolístico, e em 2015 mudou novamente seu nome, dessa vez para Blumenau Esporte Clube, mesmo nome do extinto clube da cidade.

## História

### Início
No princípio o clube denominava-se Sport Club Madureira, nome que prevaleceu até 2006, ano em que mudou-se a razão social para Blumenau Sport Club.
O Clube iniciou suas atividades no Campeonato de Futebol Suíço do Bela Vista Country Club, chegando ao auge em 2003 com o tetracampeonato. E foi daí que a vontade de abrir novos caminhos no esporte estimulou a diretoria, antes apenas uma patota, de em 1º de novembro de 2003 se tornar o mais novo clube de futebol profissional até então. 
Em fevereiro de 2004, o primeiro jogo e o primeiro gol, marcado por Bicudo. A primeira vitória chegou ao vencer o Clube Atlético Tupy por 2x1. Em março de 2004, o primeiro jogo oficial, agora disputando o Campeonato da Integração, e mais uma vitória. Até chegar à final e sagrar-se campeão.

### Série B1
Em 2005, a equipe foi mais longe e egressa na terceira divisão catarinense. A primeira partida foi contra o Maravilha, na cidade de Maravilha, em 15 de maio de 2005, terminando empatada em 1x1. Nesse ano, o clube terminou o campeonato na sexta colocação.
Já no ano seguinte, o Tricolor alcança o maior feito nos últimos 13 anos do futebol profissional de sua cidade, batendo em casa o Navegantes por 6x2 e sagrando-se campeão do returno da Divisão de Acesso do Catarinense de 2006, fazendo com que a torcida emocionada invadisse o gramado e promovesse uma festa já vista no Complexo Esportivo Bernardo Werner. Nesse mesmo campeonato o time termina na terceira colocação.

### Volta ao futebol e a primeira final no profissional
Em 2013, foi anunciado a volta do Blumenau Sport Club Madureira, e ficou decidido que a equipe iria disputar a terceira divisão de 2013. Ficando na segunda colocação após turno e returno, decidiu o título contra o Inter de Lages. Na primeira partida vitória por 4x0, já na partida de volta derrota por 3x1. Como o regulamento do campeonato não previa saldo de gols na fase final, o Inter de Lages precisaria vencer o jogo de volta no tempo normal e empatar na prorrogação. Assim sendo, o Inter venceu por 3x1 no tempo normal e na prorrogação segurou o 0x0. Dessa forma, o Inter de Lages conquistou o título daquele ano.

### Mudança de nome
Em 2015, o Blumenau Sport Club Madureira adotou o nome do extinto clube da cidade, o Blumenau Esporte Clube.
Com problemas extra campo, o clube acabou se perdendo e fechando as portas temporariamente. Além disso, na disputa do Catarinense da segunda divisão de 2015 acabou sendo rebaixado com uma pontuação de -9 pontos por uma decisão do TJD-SC pela escalação irregular de nove atletas.

### Primeiro título
No ano de 2017, além de retornar ao futebol, conseguiu de forma invicta vencer o seu primeiro título profissional, o Campeonato Catarinense da Série C, jogando a final diante do Curitibanos em pleno Monumental do Sesi. O primeiro jogo da final acabou empatado em 2x2. O segundo jogo diante de um grande público presente estava empatado até os 40 minutos do segundo tempo, quando o BEC consegue a virada e aos 45 minutos, ampliar e conquistar o primeiro título da nova era do clube.

### Segundo título
Em novembro de 2021, o Blumenau se consagra bicampeão da Série C Catarinense, após vencer o Caravaggio por 1x0 no Estádio Ervin Blaese em Indaial e empatar o jogo de volta no Heriberto Hülse por 0x0. Com o título e a vaga da final, subiu para a segunda divisão de 2022.

### SAF
Em 11 de março de 2025, o clube anunciou sua SAF. A expectativa é que o investimento da ProMetrics.Club, empresa de inteligência aplicada ao futebol, e a Unity Pitch, grupo de investidores ingleses, coloque o time em um patamar mais alto no futebol catarinense, com melhorias na infraestrutura e também nas categorias de base. Segundo o BEC, o investimento mínimo previsto de R$ 25 milhões de reais em 10 anos para o futebol inclui a construção de um centro de treinamento de padrão europeu, com previsão de conclusão em dois anos.

## Títulos
| ESTADUAIS | ESTADUAIS                        | ESTADUAIS | ESTADUAIS   |
|           | Competição                       | Títulos   | Temporadas  |
|           | Campeonato Catarinense - Série C | 2         | 2017 e 2021 |
| --------- | -------------------------------- | --------- | ----------- |

### Campanhas de destaque
- 2º lugar no Campeonato Catarinense - Série C: 2 (2013 e 2023)
- 3º lugar no Campeonato Catarinense - Série C: 1 (2006)

## Participações
|  | Participações em 2025 |

| Competição     | Competição          | Temporadas | Melhor campanha       | Estreia | Última | P | R |
| Santa Catarina | Série B             | 7          | 3º colocado (2025)    | 2014    | 2025   | – | 4 |
| Santa Catarina | Série C             | 7          | Campeão (2017 e 2021) | 2005    | 2023   | 4 |   |
| Santa Catarina | Copa Santa Catarina | 2          | Fase de grupos (2018) | 2018    | 2025   |   |   |